# Saison 3 de Murder
Chronologie
Saison 2 Saison 4
Cet article présente le guide des épisodes de la troisième saison série télévisée américaine Murder (How to Get Away With Murder).

## Généralités
Au Canada, la saison a été diffusée en simultané sur le réseau CTV. Du fait des différences de fuseau horaire dans les provinces de l'Atlantique, elle a été diffusée trois heures en avance sur les stations atlantiques de CTV, et avant la diffusion aux États-Unis.

## Synopsis
Quatre mois après l'assassinat de Wallace Mahoney, les Keating 5 et Annalise se retrouvent pour la rentrée. Quelqu'un affiche des posters d'Annalise avec marqué "Tueuse" dessus et l'enquête sur le meurtrier de Wallace Mahoney est toujours en cours. Leur passé semble enfin pouvoir être oublié mais ces nouveaux problèmes vont les ramener dans l'obscurité...

## Distribution

### Acteurs principaux
- Viola Davis (VF : Maïk Darah) : Annalise Keating
- Jack Falahee (VF : Sébastien Desjours) : Connor Walsh
- Billy Brown (VF : Gilles Morvan) : Nate Lahey
- Alfred Enoch (VF : Pascal Nowak) : Wes Gibbins
- Aja Naomi King (VF : Fily Keita) : Michaela Pratt
- Matt McGorry (VF : Damien Ferrette) : Asher Millstone
- Karla Souza (VF : Sylvie Jacob) : Laurel Castillo
- Charlie Weber (VF : Raphaël Cohen) : Franck Delfino
- Liza Weil (VF : Caroline Pascal) : Bonnie Winterbottom
- Conrad Ricamora (VF : Stéphane Fourreau) : Oliver Hampton

### Acteurs récurrents et invités
- Tom Verica (VF : Pascal Germain) : Sam Keating
- Lauren Vélez (VF : Marie Vincent) : Soraya Hargrove, Présidente de l'université de Middleton[1]
- Corbin Reid (VF : Audrey Sablé) : Meggy Travers
- Behzad Dabu (VF : Jérémy Bardeau) : Simon Drake
- Famke Janssen (VF : Laura Blanc) : Eve Rothlo
- Milauna Jackson (VF : Annie Milon) : A.D.A. Renee Atwood
- Cicely Tyson (VF : Anne Jolivet) : Ophelia Harkness, mère d'Annalise
- Esai Morales (VF : Julien Kramer) : Jorge Castillo[2]
- Mary J. Blige : Coiffeuse d'Annalise[3]
- Brett Butler (VF : Michèle Bardollet) : Trishelle Pratt[4]
- Amy Madigan (VF : Monique Nevers) : Irene Crawley[2]
- Brian Tyree Henry : défendeur public de Frank[5] (épisode 12)

## Épisodes

### Épisode 1:À feu et à sang
- États-Unis /  Canada : 22 septembre 2016 sur ABC[6] / CTV
- France : 
  - 27 septembre 2017 sur Téva
  - 13 novembre 2018 sur M6 (en clair)
- Belgique : 21 mars 2019 sur Club RTL

- États-Unis : 5,11 millions de téléspectateurs[7] (première diffusion)
- Canada : 1,106 million de téléspectateurs[8] (première diffusion + différé 7 jours)

- Luna Lauren Velez (Soraya Hargrove)
- Corbin Reid (Meggy Travers)
- Assaf Cohen (Karim Assaf)
- Alexa Mansour (Faiza Assaf)
- Patricia Bethune (Lorraine Huffman)

### Épisode 2:La Parole libérée
- États-Unis /  Canada : 29 septembre 2016 sur ABC / CTV
- France : 
  - 27 septembre 2017 sur Téva
  - 13 novembre 2018 sur M6
- Belgique : 21 mars 2019 sur Club RTL

- États-Unis : 4,33 millions de téléspectateurs[9] (première diffusion)

- Amy Madigan (Irene Crowley)
- Lily Knight (Amber Crowley)
- Corbin Reid (Meggy Travers)
- Kim Robillard (Commissioner Graves)
- Josh Clark (Commissioner Monaghan)
- Dameon Clarke (John Mumford)
- Gloria Garayua (Brianna Davis)

### Épisode 3:Les jeux sont faits
- États-Unis /  Canada : 6 octobre 2016 sur ABC / CTV
- France : 
  - 27 septembre 2017 sur Téva
  - 13 novembre 2018 sur M6
- Belgique : 28 mars 2019 sur Club RTL

- États-Unis : 4,40 millions de téléspectateurs[10] (première diffusion)
- Canada : 1,151 million de téléspectateurs[11] (première diffusion + différé 7 jours)

- Austin Basis (Toby Solomon)
- Milauna Jackson (Renee Atwood)
- Corbin Reid (Meggy Travers)
- Kimiko Gelman (Ursela Mamoon)
- Dameon Clarke (John Mumford)
- John DeLuca (Matt)

### Épisode 4:Ne dis rien à Annalise
- États-Unis /  Canada : 13 octobre 2016 sur ABC / CTV
- France : 
  - 4 octobre 2017 sur Téva
  - 20 novembre 2018 sur M6
- Belgique : 28 mars 2019 sur Club RTL

- États-Unis : 4 millions de téléspectateurs[12] (première diffusion)

- Milauna Jackson (Renee Atwood)
- Corbin Reid (Meggy Travers)
- Stephanie Faracy (Ellen Freeman)
- Christopher Grove (Rustein Tarpley)
- Alina Phelan (Susan Boatman)
- John Duffy (Tristan Fullerton)

### Épisode 5:Boire et déboires
Pour les articles homonymes, voir Boire et Déboires (homonymie).
- États-Unis /  Canada : 20 octobre 2016 sur ABC / CTV
- France : 
  - 4 octobre 2017 sur Téva
  - 20 novembre 2018 sur M6
- Belgique : 4 avril 2019 sur Club RTL

- États-Unis : 4,29 millions de téléspectateurs[13] (première diffusion)
- Canada : 1,14 million de téléspectateurs[14] (première diffusion + différé 7 jours)

- Milauna Jackson (Renee Atwood)
- Mary J. Blige (Rolanda)
- Brett Butler (Trishelle Pratt)
- Corbin Reid (Meggy Travers)

### Épisode 6:Le Nerf de la guerre
- États-Unis /  Canada : 27 octobre 2016 sur ABC / CTV
- France : 
  - 11 octobre 2017 sur Téva
  - 27 novembre 2018 sur M6
- Belgique : 4 avril 2019 sur Club RTL

- États-Unis : 4,07 millions de téléspectateurs[15] (première diffusion)
- Canada : 1,117 million de téléspectateurs[16] (première diffusion + différé 7 jours)

- Brett Butler (Trishelle Pratt)
- Milauna Jackson (Renee Atwood)
- Alyssa Diaz (Daniela Alvodar)
- Corbin Reid (Meggy Travers)

### Épisode 7:L'Amour poison
- États-Unis /  Canada : 3 novembre 2016 sur ABC / CTV
- France : 
  - 11 octobre 2017 sur Téva
  - 27 novembre 2018 sur M6
- Belgique : 11 avril 2019 sur Club RTL

- États-Unis : 4,08 millions de téléspectateurs[17] (première diffusion)
- Canada : 1,073 million de téléspectateurs[18] (première diffusion + différé 7 jours)

- Anne Gee Byrd (Edith Duvall)
- Corbin Reid (Meggy Travers)
- Behzad Dabu (Simon Drake)
- Jason Brooks (Nelson Duvall)
- Leif Gantvoort (Jared Duvall)
- Annie Tedesco (Karen Duvall)

### Épisode 8:L'Alibi
Pour les articles homonymes, voir L'Alibi.
- États-Unis /  Canada : 10 novembre 2016 sur ABC / CTV
- France : 
  - 18 octobre 2017 sur Téva
  - 4 décembre 2018 sur M6
- Belgique : 11 avril 2019 sur Club RTL

- États-Unis : 4,32 millions de téléspectateurs[19] (première diffusion)
- Canada : 972 000 téléspectateurs[20] (première diffusion + différé 7 jours)

- Roxanne Hart (Sylvia Mahoney)
- Wilson Bethel (Charles Mahoney)
- Emily Swallow (Lisa Cameron)
- Suleka Mathew (Dana Benton)

### Épisode 9:La Mort dans l'âme
- États-Unis /  Canada : 17 novembre 2016 sur ABC / CTV
- France : 
  - 18 octobre 2017 sur Téva
  - 4 décembre 2018 sur M6
- Belgique : 18 avril 2019 sur Club RTL

- États-Unis : 4,95 millions de téléspectateurs[21] (première diffusion)
- Canada : 1,205 million de téléspectateurs[22] (première diffusion + différé 7 jours)

- Milauna Jackson (Renee Atwood)
- Mary J. Blige (Rolanda)
- Brett Butler (Trishelle Pratt)
- Corbin Reid (Meggy Travers)
- Mark L. Taylor (Vince Levin)
- Dameon Clarke (John Mumford))
- Gloria Garayua (Brianna Davis)
- Susan Santiago (Dr. Bradfield)
- Matthew Risch (Thomas)

### Épisode 10:Derrière les barreaux
- États-Unis /  Canada : 26 janvier 2017 sur ABC[23] / CTV
- France : 
  - 25 octobre 2017 sur Téva
  - 11 décembre 2018 sur M6
- Belgique : 18 avril 2019 sur Club RTL

- États-Unis : 5,41 millions de téléspectateurs[24] (première diffusion)
- Canada : 1,072 million de téléspectateurs[25] (première diffusion + différé 7 jours)

- Benito Martinez (Todd Denver)
- Milauna Jackson (Renee Atwood)
- L. Scott Caldwell (Jasmine Bromelle)
- Yolonda Ross (Claudia Gelvin)
- Corbin Reid (Meggy Travers)

### Épisode 11:Le Temps des aveux
- États-Unis /  Canada : 2 février 2017 sur ABC / CTV
- France : 
  - 25 octobre 2017 sur Téva
  - 18 décembre 2018 sur M6
- Belgique : 25 avril 2019 sur Club RTL

- États-Unis : 4,69 millions de téléspectateurs[26] (première diffusion)

- Benito Martinez (Todd Denver)
- L. Scott Caldwell (Jasmine Bromelle)
- Milauna Jackson (Renee Atwood)
- Yolonda Ross (Claudia Gelvin)

### Épisode 12:Allez pleurer ailleurs
- États-Unis /  Canada : 9 février 2017 sur ABC / CTV
- France : 
  - 1er novembre 2017 sur Téva
  - 1er janvier 2019 sur M6
- Belgique : 25 avril 2019 sur Club RTL

- États-Unis : 4,92 millions de téléspectateurs[27] (première diffusion)

- Benito Martinez (Todd Denver)
- L. Scott Caldwell (Jasmine Bromelle)
- Roger Robinson (Mac Harkness)
- Milauna Jackson (Renee Atwood)
- Brian Tyree Henry (Frank's Public Defender)

### Épisode 13:Bras de fer
- États-Unis /  Canada : 16 février 2017 sur ABC / CTV
- France : 
  - 1er novembre 2017 sur Téva
  - 8 janvier 2019 sur M6
- Belgique : 2 mai 2019 sur Club RTL

- États-Unis : 4,66 millions de téléspectateurs[28] (première diffusion)

- Benito Martinez (Todd Denver)
- Milauna Jackson (Renee Atwood))
- Jacqueline Hahn (Barbara Jacobs)
- Gloria Garayua (Brianna Davis)

### Épisode 14:L'erreur est humaine
- États-Unis /  Canada : 23 février 2017 sur ABC / CTV
- France : 
  - 8 novembre 2017 sur Téva
  - 15 janvier 2019 sur M6
- Belgique : 2 mai 2019 sur Club RTL

- États-Unis : 4,92 millions de téléspectateurs[29] (première diffusion)
- Canada : 987 000 téléspectateurs[30] (première diffusion + différé 7 jours)

- Benito Martinez (Todd Denver)
- Milauna Jackson (Renee Atwood)
- Roxanne Hart (Sylvia Mahoney)
- Wilson Bethel (Charles Mahoney)
- Nicholas Gonzalez (Dominick Flores)

### Épisode 15:In memoriam
- États-Unis /  Canada : 23 février 2017 sur ABC / CTV
- France : 
  - 8 novembre 2017 sur Téva
  - 22 janvier 2019 sur M6
- Belgique : 9 mai 2019 sur Club RTL

- États-Unis : 4,92 millions de téléspectateurs[29] (première diffusion)
- Canada : 987 000 téléspectateurs[30] (première diffusion + différé 7 jours)

- Esai Morales (Jorge Castillo)
- Benito Martinez (Todd Denver)
- Roxanne Hart (Sylvia Mahoney)
- Wilson Bethel (Charles Mahoney)
- Nicholas Gonzalez (Dominic Flores)

## Audiences aux États-Unis
| N° d'épisode | Titre original                     | Titre français         | Chaîne | Date de diffusion originale | Audience (en millions de téléspectateurs) | Pdm sur les 18-49 ans |
| ------------ | ---------------------------------- | ---------------------- | ------ | --------------------------- | ----------------------------------------- | --------------------- |
| 1            | We're Good People Now              | À feu et à sang        | ABC    | 22 septembre 2016           | 5.11                                      | 1.4                   |
| 2            | There Are Worse Things Than Murder | La parole libérée      | ABC    | 29 septembre 2016           | 4.33                                      | 1.3                   |
| 3            | Always Bet Black                   | Les jeux sont faits    | ABC    | 6 octobre 2016              | 4.40                                      | 1.2                   |
| 4            | Don't Tell Annalise                | Ne dis rien à Annalise | ABC    | 13 octobre 2016             | 4.00                                      | 1.1                   |
| 5            | It's About Frank                   | Boire et déboires      | ABC    | 20 octobre 2016             | 4.29                                      | 1.2                   |
| 6            | Is Somebody Really Dead?           | Le nerf de la guerre   | ABC    | 27 octobre 2016             | 4.07                                      | 1.2                   |
| 7            | Call It Mother's Intuition         | L'amour poison         | ABC    | 3 novembre 2016             | 4.08                                      | 1.2                   |
| 8            | No More Blood                      | L'alibi                | ABC    | 10 novembre 2016            | 4.32                                      | 1.2                   |
| 9            | Who’s Dead?                        | La mort dans l'âme     | ABC    | 17 novembre 2016            | 4.95                                      | 1.4                   |
| 10           | We're Bad People                   | Derrière les barreaux  | ABC    | 26 janvier 2017             | 5.40                                      | 1.5                   |
| 11           | Not Everything's About Annalise    | Le temps des aveux     | ABC    | 2 février 2017              | 4.69                                      | 1.3                   |
| 12           | Go Cry Somewhere Else              | Allez pleurer ailleurs | ABC    | 9 février 2017              | 4.92                                      | 1.3                   |
| 13           | It's War                           | Bras de fer            | ABC    | 16 février 2017             | 4.66                                      | 1.3                   |
| 14           | He Made a Terrible Mistake         | L'erreur est humaine   | ABC    | 23 février 2017             | 4.92                                      | 1.4                   |
| 15           | Wes                                | In memoriam            | ABC    | 23 février 2017             | 4.92                                      | 1.4                   |